# Моссинойки

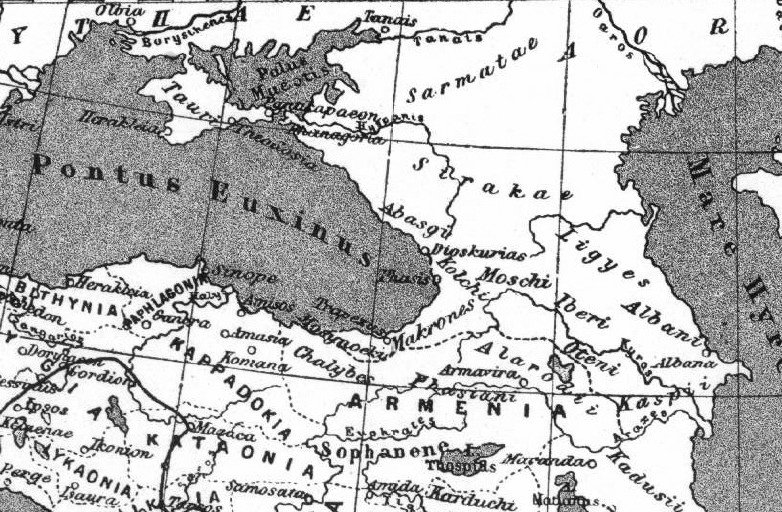
Моссинойки (Mosynoeki) между халибами и макронами на юго-восточном побережье Чёрного моря

Моссинойки (др.-греч. Μοσσύνοικοι) — древний народ, обитавший в южном Причерноморье. Ксенофонт помещает их к западу от Керасунта, который располагался в земле колхов. К западу от моссинойков обитали халибы. Эллинские наёмники проходили землю моссинойков за 8 дней (25 км в день, то есть ок. 200 км побережья Чёрного моря к западу от Керасунта).
В качестве транспорта моссинойки использовали небольшие лодки-долблёнки, вмещавшие не более трёх человек. Воины моссинойков носили похожие на холщовые мешки хитоны, пафлагонские кожаные шлемы, копья, щиты и железные секиры. Геродот сообщает, что вооружение моссинойков было тем же, что и у мосхов, а в качестве пищи помимо хлеба и вина моссинойки употребляли солонину из мяса дельфинов и вареные каштаны.
Согласно Геродоту, моссинойки (вместе с мосхами, тибаренами, макронами и марами) входили в 19-й округ Империи Ахеменидов и выплачивали персидскому царю 300 талантов подати.